# Chrástovský dub
Chrástovský dub je památný strom u Nemilkova, západně od Velhartic. Dub letní (Quercus robur) roste v poli nad dvorem Chrástov při silnici do Nemilkova, v nadmořské výšce 599 m. Obvod jeho kmene měří 580 cm a koruna stromu dosahuje do výšky 23 m (měření 2000). Chráněn je od roku 1978 pro svůj vzrůst a jako krajinná dominanta.

## Stromy v okolí
- Dub u Dvora
- Nemilkovský dub
- Lípa na návsi v Malonicích
- Malonická lípa
- Dub u Malonic
- Velhartické lípy